# Chelat
Chelat kommer at det græske ord chele = "klo". Det er komplekser mellem polydentate ligander og metalioner, så der er flere separate bindinger fra samme ligand til samme metalion. Chelate forbindelser er som oftest meget mere stabile end ikke-chelate forbindelser.

## Entropifaktoren
Når den første binding mellem liganden og metallet er dannet, er de andre dele af liganden tæt på metallet, og der er større sandsynlighed for at de støder sammen med metallet, og dermed større sandsynlighed for at der dannes en binding. En anden måde at anskue det på er, at når den første binding er dannet er den effektive koncentration af den anden del af molekylet i nærheden af metallet meget høj (ofte over 1000 m), hvilket driver ligevægten mod den chelate forbindelse.
Eks:
1. ligevægt i de to reaktioner har ca. samme ligevægtskonstant, mens den anden forløber meget mere mod højre i den nederste, da NH2 allerede er i nærheden, hvorimod NH3 først skal diffundere hen til molekylet i den øverste.

Dette kaldes entropifaktoren, da man ved at se på ΔSo og ΔHo finder, at det er entropiforskellen der gør, at ΔGo og dermed ligevægtskonstanterne er så forskellige på de to reaktioner. 

Chelaterne er meget udbredte i naturen, men der er også fremstillet kunstige forbindelser med mange af de metalliske næringsstoffer. De bruges i gødningsstoffer, hvor det er væsentligt, at metallet ikke bindes i uopløselige forbindelser.

## Eksempler på naturlige chelater
- Cytokrom
- Hæmoglobin
- Klorofyl